# Stop Crying Your Heart Out
Singles de Oasis
The Hindu Times
(2002) Little by Little / She Is Love
(2002)
Pistes de Heathen Chemistry
Hung In Bad Place Songbird
Stop Crying Your Heart Out est un morceau du groupe de rock anglais Oasis, cinquième piste et second single de leur cinquième album studio Heathen Chemistry. Sorti le 17 juin 2002 au Royaume-Uni, il a été disque d'argent et est arrivé en 2e position des charts britanniques, et 1er dans les charts italiens. En 2010, la radio XFM a réalisé un gigantesque sondage pour déterminer les 100 meilleures chansons anglaises de rock (tous genres confondus) de la décennie 2000-2010. Stop Crying Your Heart Out arrivait en 39e position.

## Composition
La chanson est une ballade triste, un hymne pleureur et épique dans l'esprit de Don't Look Back in Anger, expliquant que dans les moments difficiles, il faut tout faire pour en sortir et se concentrer sur sa vie[citation nécessaire]. Noel Gallagher a expliqué avoir écrit la chanson en pensant à un ami en dépression.

## Réception
Le magazine anglais NME a qualifié la chanson d' « Un retour à l'humanisme perdu depuis  le temps de Don't Look Back in Anger, cette chanson est comme un rappel du don de Noël à dérider son auditoire au moment où ils ont le plus besoin ». Le magazine Q a considéré quant à lui la chanson comme la preuve que « le génie n'a jamais complètement quitté Oasis ».
Le single a été très bien reçu en Angleterre où il est arrivé n°2. Il est également arrivé n°1 en Italie et n°6 au Canada et en Irlande.

## Vidéo
Le clip de la chanson a été tourné à Los Angeles, en partie sur Sunset Bvd . Il montre une femme marchant dans des rues désertes où toutes les affiches et enseignes sont curieusement vides. Ces scènes sont entrecoupées par des plans du groupe en train de jouer la chanson et de Liam en train de craquer une allumette. Dans la version non censurée, près de la fin du clip, la jeune femme s'arrose d'essence et craque ensuite une allumette.

## Track listing
- CD single RKIDSCD 24

1. Stop Crying Your Heart Out (Noel Gallagher) - 5:05
2. Thank You for the Good Times (Andy Bell) - 4:32
3. Shout It Out Loud (Noel Gallagher) - 4:20

- Vinyle 7" RKID 24

1. Stop Crying Your Heart Out - 5:05
2. Thank You for the Good Times - 4:32

- Vinyle 12" RKID 24T

1. Stop Crying Your Heart Out - 5:05
2. Thank You for the Good Times - 4:32
3. Shout It Out Loud - 4:20

- DVD RKIDSDVD 24

1. Stop Crying Your Heart Out - 5:05
2. Stop Crying Your Heart Out (Démo) - 5:08
3. Stop Crying Your Heart Out (Vidéo) - 4:55
4. 10 Minutes of Noise and Confusion (Part. II) - 7:24

- The 10 Minutes Of Noise And Confusion est la seconde partie d'un documentaire sur la tournée The Tour of Brotherly Love réalisé de mai à juin 2001. La première partie est présente sur le précédent single, The Hindu Times et la troisième partie est présente sur le single She is Love/Little by Little.

## Apparitions dans d'autres médias
- Stop Crying Your Heart Out est très connue pour avoir été utilisée pour le générique de fin du film The Butterfly Effect.
- La chanson a été utilisée dans l'émission de télévision anglaise Smallville.
- La chanson est également apparue après la défaite de l'Angleterre à la Coupe du monde de football 2002.
- Noel Gallagher a dédié la chanson à l'équipe de football d'Angleterre lorsqu'elle fut jouée pour la première fois au Glastonbury Festival de 2002.
- La chanson est également mise en vedette dans le film Le Témoin amoureux, avec Patrick Dempsey et Michelle Monaghan.
- On peut également l'entendre dans le film Soloalbum, avec Matthias Schweighöfer et Nora Tschirner.
- Enfin Leona Lewis a fait une reprise remarquée de la chanson.
- Cette chanson a aussi été reprise par Harry Styles et Liam Payne lors de X Factor 2010.

## Charts
| Pays        | Chart               | Plus Haute Position |
| ----------- | ------------------- | ------------------- |
| Royaume-Uni | UK Singles Chart    | 2e                  |
| Irlande     | Irish Singles Chart | 6e                  |
| France      | Top 50 Singles      | 34e                 |